# Ötödik Évszak
Ötödik Évszak – fiatal írók antológiája az Igaz Szó kiadásában (1980). Szerkesztette Jánosházy György, Gálfalvi György, Markó Béla és Nemess László. Az 1978-as "Fiatalok" c. folyóirat-melléklet folytatásának szánt önálló kötet a már többkötetes Balla Zsófia és Bogdán László mellett az 1970-es évek végének ifjú alkotóit szólaltatja meg.

## Az antológia bemutatása
Verset közöl Kovács András Ferenc, Egyed Péter, Cselényi Béla, Balla Zsófia, Tompa Gábor, Veress Gerzson, Szávai Géza, Németi Rudolf, Kelemen Attila, Hunyadi Mátyás, Visky András, Kapui Ágota, Kőrössi P. József, Sróth Ödön. Prózai művel szerepel Borcsa János, Varga Gábor, Molnár H. Lajos, Bogdán László, Mózes Attila, Bölöni Domokos, Hadházi Zsuzsa, Tompa Z. Mihály. Kétívnyi műmellékleten a korszak fiatal művészei – festők, szobrászok, grafikusok, fotósok, textilesek – kapnak teret, köztük a MAMŰ (Marosvásárhelyi Műhely) alkotói. A névsorban többek közt Vetró András, Bocskay Vince, Gyarmathy János, Kocsis Előd, Diénes Attila, Székely János Jenő, Finta Edit, Damó István, Krizbai Sándor, György Csaba, Pusztai Péter, Szörtsey Gábor szerepel.
A kötet megjelenése kapcsán születő és az Igaz Szó által egy csokorban közölt recenziók, kritikák különbözőképpen értékelik a költői-írói teljesítményeket. Abban azonban többé-kevésbé megegyeznek, hogy hagyományrombolásnak (Bajor Andor), az érvényesség tagadásának (Láng Gusztáv) és szerepkeresési kísérletnek tekintik a benne sokféleségben megnyilvánuló uniformizmust. A költészeti kísérletek egyöntetűségével szembeállítják a prózai írások szintetizáló készségét és formanyelvi változatosságát (Szász János). Közös útvonulat nem rajzolódhat ki az írásokból, hiszen a heterogenitás elengedhetetlen akkor, amikor kötetesek és többkötetesek ugyanazon antológiában jelentkeznek a rajtolókkal. Ezért válnak a prózai művek helyzetrajzokká, naplókká, míg a költészet a "szent inkoherencia irányába vágtat el" (Lászlóffy Aladár), a jegyzetecskék, ötletecskék, szóviccek, verscsírák szintjén maradva.